# Дедино (община Конче)
 Тази статия е за селото в Северна Македония.  За селото в България вижте Дедино.  
Дедино (изписване до 1945 година: Дѣдино; на македонска литературна норма: Дедино) е село в югоизточната част на Северна Македония, в община Конче.

## География
Селото е на превала на планината Смърдешник между Радовишкото поле и горното течение на Крива Лъкавица, на 610 m надморска височина. От град Радовиш селото е отдалечено на около 10 km и лежи на пътя Радовиш–Конче. Землището е голямо и обхваща 22,1 km2, от които гори 1,338,8 ha, обработваемо землище 592,6 ha и пасища 248,1 ha. Селото има две махали – Горна и Долна.

## История
Към края XIX век Дедино е чисто българско село, числящо се към Радовишка кааза на Османската империя. В селото е основан комитет на Вътрешната македоно-одринска революционна организация. През август 1897 година в Дедино и Инево избухва Радовишката афера. На 25 август 1897 година в селото са убити от организационни хора двама колджии за тютюн. При последвалите обиски властите намарат в къщата на поп Петър торбичка с патрони, а в други къщи — няколко пушки. Предприемат се масови арести и изтезания, които засягат 120 души. От тях 28 са осъдени от скопския съд на 3 до 101 година затвор, а шестима умират в затвора Куршумли хан преди разглеждането на делото. Двойното убийство е подведено като криминално престъпление и последиците му се ограничават само в Дедино и Инево.
Според статистиката на Васил Кънчов („Македония. Етнография и статистика“) от 1900 година селото (Дѣдино, Дѣдинье) има 700 жители, всички българи християни. В началото на XX век християнските жители на селото са под върховенството на Българската екзархия. По данни на секретаря на екзархията Димитър Мишев („La Macédoine et sa Population Chrétienne“) през 1905 година в Дедино (Ddino) има 800 българи екзархисти и работи българско училище.
Църквата „Свети Никола“ е изградена в 1910 година.
По време на обезоръжителната акция от 1910 година няколко моми и невести от селото са изнасилени от аскери и заптии. Няколко дни по-късно ВМРО залавя извършителите, които са опечени във фурна за вар.
При избухването на Балканската война в 1912 година 23 души от Дедино са доброволци в Македоно-одринското опълчение.
На 27 февруари 1915 година почти всички мъже и жени в селото са вързани, пребити, изведени извън селото и убити с щикове от сръбските окупатори, които заравят труповете им.
По време на българското управление на Вардарска Македония през Първата световна война Дедино е част от Иньовска община в Радовишка околия на Щипски окръг и има 569 жители.
Във войните за национално обединение на България 7 души от селото загиват като войнци в Българската армия.
| Година    | 1948 | 1953 | 1961 | 1971 | 1981 | 1991 | 1994 | 2002 |
| --------- | ---- | ---- | ---- | ---- | ---- | ---- | ---- | ---- |
| Население | 606  | 702  | 675  | 762  | 814  | 778  | 779  | 716  |

| Националност | Всичко |
| македонци    | 716    |
| албанци      | 0      |
| турци        | 0      |
| цигани       | 0      |
| власи        | 0      |
| сърби        | 0      |
| бошняци      | 0      |
| други        | 0      |

В началото на XXI век в селото работи основно училище до IV отделение. Освен „Свети Никола“ в селото има и църква „Свети Атанасий“ и два параклиса, посветени на Света Богородица, както и параклиси „Свети Георги“ и „Свети Илия“

## Личности
Родени в Дедино
- Дино Андонов, македоно-одрински опълченец, 20-годишен, работник, 3 рота на 3 солунска дружина, носител на кръст „За храброст“ ІV степен[11]
- Иван Андонов, македоно-одрински опълченец, 30-годишен, земеделец, ІІ отделение, четата на Стамен Темелков, четата на Тодор Александров, 4 рота на 13 кукушка дружина[11]
- Иван, български революционер, деец на ВМРО[12]
- Иван Илиев (1850 – 1915), български революционер, деец на ВМОРО
- Иван Тодоров, български революционер, деец на ВМОРО, македоно-одрински опълченец
- Илия Боцев, български революционер, деец на ВМОРО, загинал преди 1918 г.[13]
- Илия Дединчето (? – 1903), български революционер, войвода на ВМОРО
- Коце Стоимен, българин, православен, арестуван на 4 октомври 1897 година, обвинен в „участие в събитието, при което групово и с оръжие били следени и пленена жандармът Хюсеин и монополният пазач Аго, докато водели към властите свещеника Петре от село Дедино, който бил арестуван поради нелегално носене в торбата си на фишеци за оръжие с цел да предизвика бунтовнически провокации; двамата заедно с циганина Салих, който случайно се намерил там, били отведени в гората, след което били убити Хюсеин и циганинът Салих“, осъден на смърт, лежал в Скопския затвор, амнистиран с общата амнистия от 12 април 1904 година[14]
- Мите Божин, българин, православен, арестуван на 22 септември 1897 година, обвинен в „участие в събитието, при което групово и с оръжие били следени и пленена жандармът Хюсеин и монополният пазач Аго, докато водели към властите свещеника Петре от село Дедино, който бил арестуван поради нелегално носене в торбата си на фишеци за оръжие с цел да предизвика бунтовнически провокации; двамата заедно с циганина Салих, който случайно се намерил там, били отведени в гората, след което били убити Хюсеин и циганинът Салих“, осъден на смърт, лежал в Скопския затвор, амнистиран с общата амнистия от 12 април 1904 година[15]
- Петре Цане, българин, православен, арестуван на 22 септември 1897 година, обвинен в „участие в събитието, при което групово и с оръжие били следени и пленена жандармът Хюсеин и монополният пазач Аго, докато водели към властите свещеника Петре от село Дедино, който бил арестуван поради нелегално носене в торбата си на фишеци за оръжие с цел да предизвика бунтовнически провокации; двамата заедно с циганина Салих, който случайно се намерил там, били отведени в гората, след което били убити Хюсеин и циганинът Салих“, осъден на смърт, лежал в Скопския затвор, амнистиран с общата амнистия от 12 април 1904 година[14]
- Поцко Васев, български революционер, деец на ВМОРО
- Тоде Петре, българин, православен, арестуван на 22 септември 1897 година, обвинен в „участие в събитието, при което групово и с оръжие били следени и пленена жандармът Хюсеин и монополният пазач Аго, докато водели към властите свещеника Петре от село Дедино, който бил арестуван поради нелегално носене в торбата си на фишеци за оръжие с цел да предизвика бунтовнически провокации; двамата заедно с циганина Салих, който случайно се намерил там, били отведени в гората, след което били убити Хюсеин и циганинът Салих“, осъден на смърт, лежал в Скопския затвор, амнистиран с общата амнистия от 12 април 1904 година[16]
- Траян Костадинов, български революционер от ВМОРО, четник на Гроздан Рандев[17]
- Тушо Коцев, български революционер, деец на ВМОРО
- Христо Филов, Методи Христов, Тушо, дейци на ВМРО[18]
- Христо Сеизов, български революционер, деец на ВМОРО, загинал преди 1918 г.[13]